# Zannichellia palustris
Zannichellia palustris is een vaste plant, die behoort tot de fonteinkruidfamilie (Potamogetonaceae). Het is een ondergedoken waterplant, die zich ook vegetatief kan vermeerderen door uitlopers of van de plant afgebroken stukjes. De soort komt van nature voor in de gematigde gebieden van het Noordelijk halfrond in meso- tot eutrofe, stilstaande of stromende wateren en is enigermate zout-tolerant.
De sterk vertakte stengel kan tot 50 cm lang worden en wortelt op de knopen. Het liniaalvormige blad is 0,3-2 mm breed en heeft aan de basis een tuitje.
De plant bloeit van mei tot in september. Het is een eenhuizige plant met vrouwelijke en mannelijke bloemen. De zeer kleine bloemen zitten onder water. De mannelijke bloemen staan apart en hebben geen bloemkroon. Ze hebben een of twee vergroeide meeldraden met een zittend helmhokje. De vrouwelijke bloemen hebben een bekervormig, glazig bloemdek met een vrijstaand vruchtbeginsel en schildvormige nerven. De stamper is ongeveer 0,5 mm lang.
De zittende of kort gesteelde, sikkelvormige vrucht is een 1–3,5 mm grote steenvrucht met een snavel. Ze zitten vaak met twee of vijf vruchten bij elkaar. 

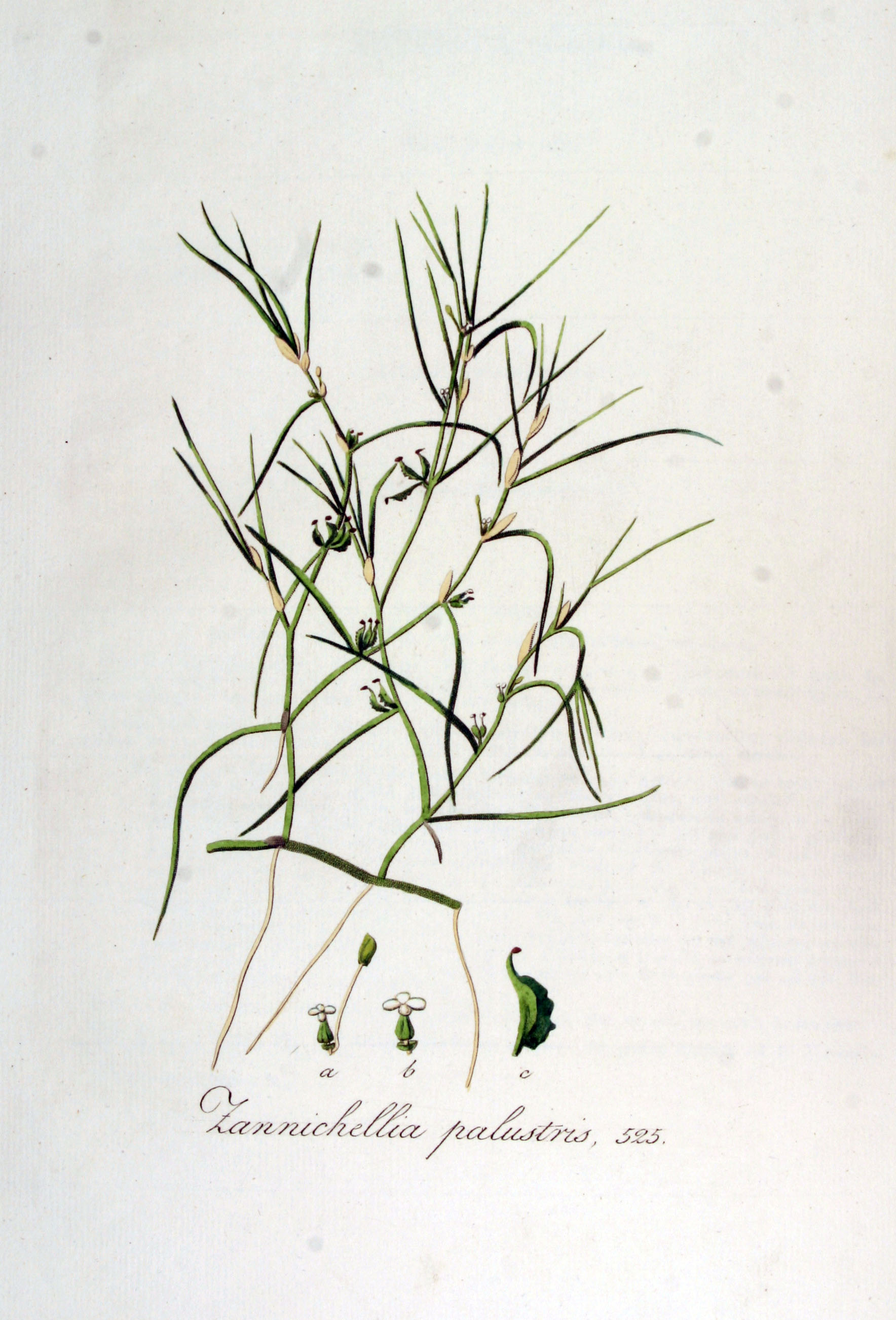
Flora Batava

## Ondersoorten
In Nederland kwamen de volgende drie ondersoorten voor, die moeilijk van elkaar te onderscheiden zijn:
- Brede zannichellia (Zannichellia palustris subsp. major). Komt niet meer voor in Nederland. De bladeren zijn 1–2 mm breed. De donker roodbruine vruchten zijn 3–3,5 mm lang en 1–1,5 mm breed.
- Zittende zannichellia (Zannichellia palustris subsp. palustris). Is in Nederland algemeen voorkomend en stabiel of toegenomen. De bladeren zijn 0,3–1,5 mm breed.  De vruchtsnavel is ongeveer half zo lang als de rest van het vruchtje. De lichtbruine of grijsachtige, 1,5–3 mm lange en 0,7-1 mm brede vruchten hebben een 0,5 mm lange steel.
- Gesteelde zannichellia (Zannichellia palustris subsp. pedicellata). Is in Nederland vrij zeldzaam en stabiel of toegenomen. De bladeren zijn 0,3–1,5 mm breed. De vruchtsnavel is iets korter tot even lang als de rest van de vrucht. De lichtbruine of grijsachtige, 1,5–3 mm lange en 0,7–1 mm brede vruchten hebben een 1,5–2,5 mm lange steel.

### Brede zannichellia
- Verspreiding in Nederland FLORON
- Brede zannichellia (Zannichellia palustris subsp. major) op SoortenBank.nl (gearchiveerd) (gebaseerd op de Heukels23, dit is de voorlaatste uitgave)
- Foto's

### Zittende zannichellia
- Verspreiding in Nederland FLORON
- Zittende zannichellia (Zannichellia palustris subsp. palustris) op SoortenBank.nl (gearchiveerd) (gebaseerd op de Heukels23, dit is de voorlaatste uitgave)
- Foto's

### Gesteelde zannichellia
- Verspreiding in Nederland FLORON
- Gesteelde (Zannichellia palustris subsp. pedicellata) op SoortenBank.nl (gearchiveerd) (gebaseerd op de Heukels23, dit is de voorlaatste uitgave)
- Foto's